# Nemuroglanis mariai
Nemuroglanis mariai är en fiskart som först beskrevs av Schultz, 1944.  Nemuroglanis mariai ingår i släktet Nemuroglanis och familjen Heptapteridae. Inga underarter finns listade i Catalogue of Life.